# خزان سنار
خزان سنار : سد كهرمائي صخري يقع في ولاية سنار بالسودان فوق مجري النيل الأزرق أحد أكبر روافد نهر النيل على بعد 300 كيلومتر من الخرطوم تم إنشائه في عام 1926 لريّ الأراضي الزراعية في مشروع الجزيرة ومد الخرطوم بالكهرباء، وهو أقدم السدود المائية التي أُقيمت في السودان.

## شركات التصميم والبناء
انتهت دراسات اختيار الموقع في عام 1914 م وقامت شركة Messrs S. Perssn & Son Ltd بتشييد الجزء الأول من الخزان بالاشتراك مع الشركة السودانية للتشييد، وأكملت العمل في عام 1925 م، شركة Messrs Alessandrini & Perssn . وتولّى مهمة التصميم والإشراف الهندسي المهندس الإنجليزي استيفن روي شيرلوك Stephen "Roy" Sherlock

## جسم السد

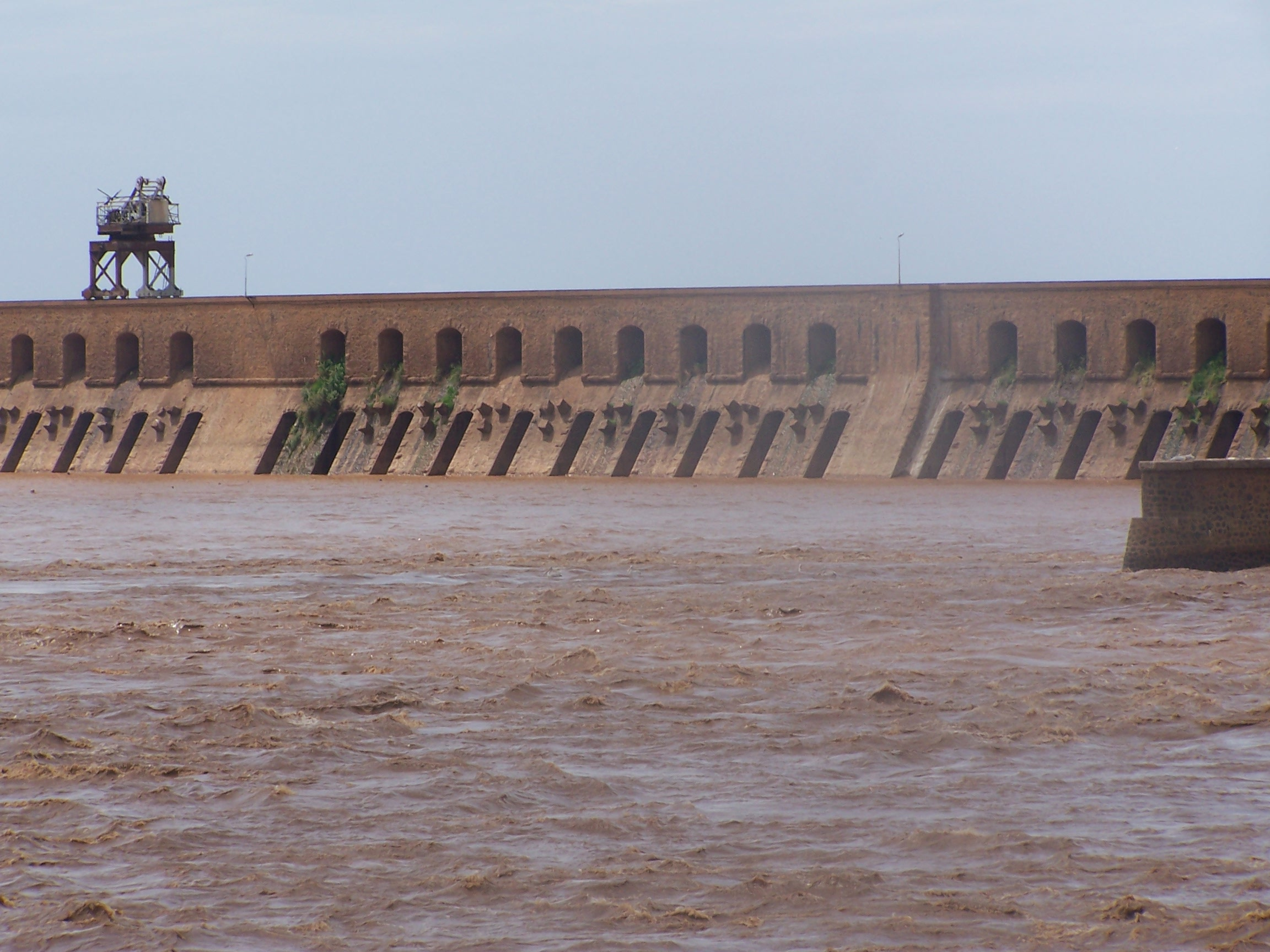
خزان سنار

يبلغ طول السد من الضفة الشرقية إلى الضفة الغربية 3025 متر (9925 قدم) وأقصى ارتفاع له 40 متر (130 قدم)، وهو مبني في الطرفين الشرقي والغربي بالطين ولكنه مشيّد في الوسط بالجرانيت حيث توجد فتحات أبواب تمرير المياه .

## بحيرة التخزين
تبلغ سعة البحيرة حوالي 390 مليون متر مكعب من المياه وتمتد لمسافة تزيد عن خمسة كيلومتر جنوباُ.

## أهداف الخزان
يوفر الخزان مياه الري الانسيابي لمشروع الجزيرة والمناقل ويرفع منسوب المياه اللازم لمشروعات الري بالطلمبات (المضخات) بالنيل الأزرق في الأراضي الواقعة أمام الخزان وخلفه.
كما تستغل مياه الخزان في ريّ مشروعات زراعية تتمثل في في شركات النيل الأزرق الزراعية ومشروع السوكي وامتداد المناقل وسكر غرب سنار ومشروع الرهد.
كذلك يستفاد من التخزين في توليد الطاقة الكهربائية الهيدروليكية والتي تقدر إنتاجيتها بحوالي 14 ميغاوات وتغطي أكثر من 80% من إستهلاك الولاية ويغطي العجز الطفيف من الشبكة القومية للكهرباء في السودان ( قبل الانتهاء من تعلية سد الروصيرص في عام 2013 م ).

## تاريخ ومراحل بناء السد
كان السير وليم جارستن مستشار وزارة الأشغال المصرية أول من لفت النظر لإمكانية ري سهل الجزيرة رياً صناعيا في سنة 1899 م، وذلك لزراعة القطن والتي لم تكن غريبة في السودان فقد ذكر الرحالة بونسيه الذي زار سنار سنة 1699 م، أنه وجد فيها تجارة رائجة في تصدير القطن إلى حد الذي اتفق فيه اتفق سلطان السلطنة الزرقاء مع ملك الحبشة على إقامة نقطة له في شلجا عند حدود الحبشة مع السودان لتحصيل العوائد على القطن الصادر واقتسامها مناصفة بين المملكتين، كذلك روى الرحالة بركار الذي زار شندي في سنة 1814 م، أن أهم صادرات سنار كان قماش الدمور المصنوع من القطن وأن مغازل ونسيج سنار وباجرمي هي التي كانت تمون القسم الأكبر من أفريقيا الشمالية بالملابس.
وفي عام 1904 م، أعد اللورد كرومر قنصل بريطانيا العام تقرير اً أيد فيه فكرة ري أراضي الجزيرة واستغلالها في زراعة القطن وفي ديسمبر / كانون الثاني 1904 م، بدأت حكومة السودان تنفيذ الفكرة عملياً بعمل مسح جيولوجي لأراض سهل الجزيرة المترامي الأطراف وفي عام 1909 قامت ببناء خط للسكك الحديدية من سنار إلى الخرطوم تبعه بناء خط آخر من سنار إلى كوستي على ضفة النيل الأبيض الغربية ومنها نحو مدينة الأبيض في كردفان. وفي غضون ذلك بدأت الحكومة بإجراء تجربة زراعة القطن فأقامت في سنة 1911 م، محطة طلمبات (مضخات) عند بلدة الطيبة على الشاطئ الغربي للنيل الأزرق وحفرت قنوات للري تأخذ مياهها من محطة الطلمبات لريّ ثلاثة آلاف فداني تم التوسع فيها لاحقا لتصل إلى خمسة آلاف وعهدت حكومة السودان في القيام بهذه التجارب إلى نقابة زراعة السودان. وفي عام 1913 م، قررت حكومة السودان ( الإنجليزي المصري) تشييد السد وطلبت من الحكومة المصرية ضمان القرض الخاص بذلك وقدره 3 ملايين جنيه. رفضت الحكومة المصرية ذلك فاتجهت الحكومة إلى بريطانيا الشريك الثاني في حكم السودان آنذاك حيث وافقت هذه وأقر برلمانها ضمان القرض، على أن تبدأ أعمال التشييد التمهيدية في عام 1914 م، إلا أن ظروف الحرب العالمية الأولى حالت دون ذلك واستأنف التحضير للتشييد بعد انتهاء الحرب وتم بملء الخزان بالمياه للمرة الأولى في عام 1925 م، وفي يناير / كانون الثاني 1926 م، تم افتتاح السد رسمياً.

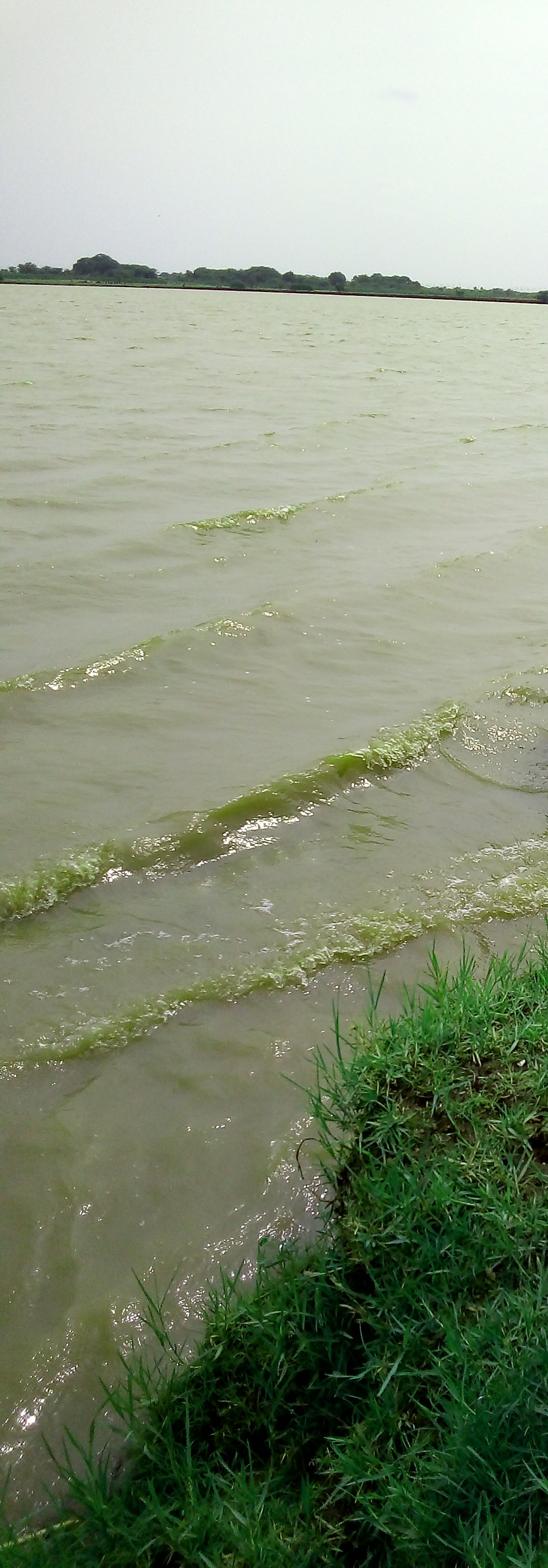
النيل الأزرق في ولاية سنار بالقرب من خزان سنار
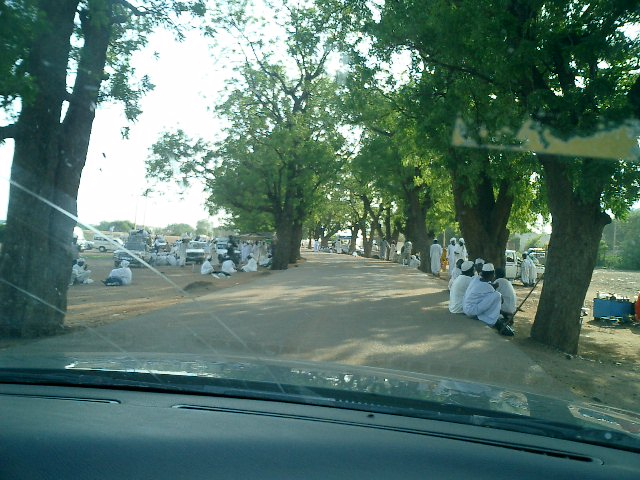
مدخل سد سنار
سد سنار على النيل الأزرق لري مشروع الجزيرة - سنار، ولاية سنار، السودان - 19 نوفمبر 1961
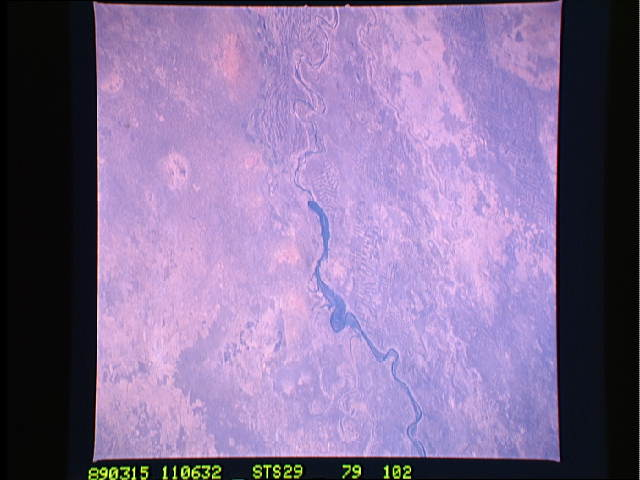
صورة لسد سنار والنيل الأزرق، السودان، التقطها طاقم مكوك الفضاء ديسكفري، مهمة STS-29، 15 مارس 1989